# Три мушкетери (фільм, 1948)
«Три мушкетери» (англ. The Three Musketeers) — кінофільм 1948 року, знятий режисером Джорджем Сідні, сценаристом Роберта Ардрі з Джином Келлі та Ланою Тернер у головних ролях. Це пригодницька кіноадаптація класичного роману Александра Дюма «Три мушкетери» 1844 року.

## Сюжет
Д'Артаньян, наївний гасконський юнак, з рекомендаційним листом від свого батька, їде до Парижа, щоб приєднатися до королівських мушкетерів. Він зустрічає таємничу леді у придорожньому заїжджому дворі та вступає у бійку з одним із охоронців міледі Вінтер. Внаслідок цієї бійки, за наказом міледі, Д'Артаньян побитий ціпками. Лист до капітана королівських мушкетерів де Тревілю втрачено назавжди.
Приїхавши до Парижа, Д'Артаньян прямує до де Тревіля, але під час розмови з ним з'являється один із трактирних знайомих, і юнак кидається за ним у погоню. Дорогою він випадково отримує виклики на дуель від трьох мушкетерів: Атоса, Портоса та Араміса. Зустрівшись на місці дуелі, його суперники дивуються сміливістю Д'Артаньяна. Ще до початку поєдинку з'являються люди Рішельє, яким наказано заарештувати мушкетерів. Д'Артаньян кидається на допомогу, обурений чисельною перевагою. В результаті мушкетери приймають його до своїх лав.
Пізніше Д'Артаньян рятує і закохується в наперсницю королеви Анни — Констанцію Бонасьє. Попри першоджерело, вона не є дружиною галантерейника Бонасьє, а лише його родичкою. Кардинал Рішельє використовує необачність королеви, котра віддала своєму коханому — герцогу Бекінгему — алмазні підвіски, щоб розв'язати війну з Великою Британією. Він умовляє короля влаштувати бал, на якому королева обов'язково має надіти підвіски, подаровані вінценосним чоловіком.
Мушкетери прямують до Великої Британії за підвісками, але дорогою потрапляють у засідку гвардійців Рішельє. У Великій Британії до Бекінгема вдається дістатися тільки Д'Артаньяну і його слузі, який попередньо заволодів рекомендаційним листом Його Високопреосвященства. Міледі вже встигла викрасти дві підвіски, але ювелір герцога швидко виготовляє заміну, і Д'Артаньян повертається до Франції вчасно, щоб урятувати королеву від ганьби.
Захоплюючись винахідливістю Д'Артатьяна, Рішельє має намір переманити його на службу до себе, викравши Констанцію. Д'Артатьян потрапляє під чари міледі, намагаючись дізнатися, де знаходиться Констанція. Атос переконує його, що міледі — насправді його колишня невірна дружина Шарлотта, але Д'Артаньян вірить йому лише після того, як на власні очі бачить тавро на плечі підступної спокусниці.
Між Великою Британією та Францією спалахує війна за фортецю Ля Рошель. Королеві вдається звільнити Констанцію, і вона посилає її до Бекінгема. Під прикриттям мирних переговорів Рішельє наказує Міледі вбити Бекінгема, але мушкетери встигають попередити герцога за допомогою Планше. Міледі потрапляє до в'язниці, але їй вдається втекти, вбивши Констанцію, а потім і Бекінгема, але мушкетери знову беруть її в полон. Заклики до милосердя виявляються марними і змовниця вирушає до страти.

## У ролях
- Джин Келлі — Д'Артаньян
- Ван Гефлін — Атос
- Гіг Янг — Портос
- Роберт Кут — Араміс
- Френк Морган — король Луї XIII
- Вінсент Прайс — Рішельє
- Лана Тернер — Міледі, графиня де Вінтер
- Анджела Ленсбері — королева Анна
- Джун Еллісон — Констанція Бонасьє
- Джон Саттон — герцог Бекінгем
- Реджинальд Оуен — де Тревіль
- Ян Кейт — Рошфор
- Патрісія Медіна — Кітті
- Річард Вайлер — Альбер
- Кінан Вінн — Планше
- Норман Лівітт — Мушкетон
- Альберт Морін — Базен
- Вільям Філіпс — Гримо
- Джил Перкінс — Фельтон
- Дік Сіммонс — граф де Вард

## Знімальна група
- Режисер: Джордж Сідні
- Продюсер: Пандро С. Берман
- Сценарист: Александр Дюма-батько (роман)
- Оператор: Роберт Планк
- Композитор: Герберт Стотхарт

## Прийом
Фільм був дуже успішним, отримавши друге місце за прибутками MGM у 1940-х роках, навіть незважаючи на те, що його великий бюджет виробництва мінімізував прибуток. Згідно з обліковими записами MGM, він склав 4 124 000 доларів у США та Канаді, а також 4 288 000 доларів в інших країнах, зафіксувавши прибуток у 1 828 000 доларів США. Це був один із найпопулярніших фільмів 1948 року.

## Нагороди та визнання
Фільм «Три мушкетери» був номінований на «Оскар» за найкращу операторську роботу (кольоровий) Роберта Планка на 21-й церемонії вручення премії «Оскар». Він програв Жанні д'Арк.
Фільм визнано Американським інститутом кіномистецтва (AFI) в таких списках:
- 2003: 100 найкращих героїв і лиходіїв за версією AFI: Три мушкетери — номіновані герої[5]

## Цікаві факти
- Побоюючись обурення католиків, студія «MGM» старанно уникала згадки про те, що Рішельє — кардинал.[6][7]
- Всупереч іншим екранізаціям роману, Лілльський кат страчує Міледі не мечем, а сокирою. Причому сама сцена страти, згідно з вимогами тодішнього кодексу Гейза, вирізана.
- В екранізації присутні всі четверо слуг мушкетерів: Гримо, Мушкетон, Базен та Планше. Причому вони виконують почесну роль зброєносців головних героїв, перевозячи їх громіздкі мушкети .
- У фільмі відсутня сцена облоги бастіону Сен-Жерве, який оборонявся мушкетерами під час облоги Ла-Рошелі .
- Незважаючи на те, що музика до фільму написана Гербертом Стотгартом, партитура містить численні цитати з музики Петра Ілліча Чайковського («Гамлет», симфонія «Манфред», увертюра-фантазія « Ромео та Джульєтта»).